# Kanton Soulaines-Dhuys
Der Kanton Soulaines-Dhuys war bis 2015 ein französischer Wahlkreis im Département Aube und in der Region Champagne-Ardenne. Er umfasste 21 Gemeinden im Arrondissement Bar-sur-Aube; sein Hauptort (frz.: chef-lieu) war Soulaines-Dhuys. Die landesweiten Änderungen in der Zusammensetzung der Kantone brachten im März 2015 seine Auflösung. Vertreter im Generalrat des Départements war zuletzt Philippe Dallemagne.
Der Kanton Soulaines-Dhuys war 232,84 km² groß und hatte 2654 Einwohner (Stand 2012).

## Gemeinden
| Gemeinde              | Einwohner (Stand: 2022) | Code postal | Code Insee |
| --------------------- | ----------------------- | ----------- | ---------- |
| La Chaise             | 32                      | 10500       | 10072      |
| Chaumesnil            | 109                     | 10500       | 10093      |
| Colombé-la-Fosse      | 163                     | 10200       | 10102      |
| Crespy-le-Neuf        | 125                     | 10500       | 10117      |
| Éclance               | 87                      | 10200       | 10135      |
| Épothémont            | 154                     | 10500       | 10139      |
| Fresnay               | 50                      | 10200       | 10161      |
| Fuligny               | 40                      | 10200       | 10163      |
| Juzanvigny            | 130                     | 10500       | 10184      |
| Lévigny               | 91                      | 10200       | 10194      |
| Maisons-lès-Soulaines | 64                      | 10200       | 10219      |
| Morvilliers           | 270                     | 10500       | 10258      |
| Petit-Mesnil          | 202                     | 10500       | 10286      |
| La Rothière           | 125                     | 10500       | 10327      |
| Saulcy                | 62                      | 10200       | 10366      |
| Soulaines-Dhuys       | 419                     | 10200       | 10372      |
| Thil                  | 106                     | 10200       | 10377      |
| Thors                 | 68                      | 10200       | 10378      |
| Vernonvilliers        | 57                      | 10200       | 10403      |
| Ville-aux-Bois        | 28                      | 10500       | 10411      |
| Ville-sur-Terre       | 97                      | 10200       | 10428      |

## Bevölkerungsentwicklung
| 1962 | 1968 | 1975 | 1982 | 1990 | 1999 | 2006 | 2012 |
| ---- | ---- | ---- | ---- | ---- | ---- | ---- | ---- |
| 2728 | 2961 | 2566 | 2473 | 2449 | 2605 | 2634 | 2654 |